# Massimo Di Deco
Massimo Di Deco es un deportista italiano que compitió en remo como timonel. Ganó tres medallas en el Campeonato Mundial de Remo entre los años 1984 y 1986.

## Palmarés internacional
| Campeonato Mundial | Campeonato Mundial       | Campeonato Mundial | Campeonato Mundial      |
| Año                | Lugar                    | Medalla            | Prueba                  |
| ------------------ | ------------------------ | ------------------ | ----------------------- |
| 1984               | Montreal (Canadá)        | Medalla de plata   | Ocho con timonel ligero |
| 1985               | Malinas (Bélgica)        | Medalla de oro     | Ocho con timonel ligero |
| 1986               | Nottingham (Reino Unido) | Medalla de oro     | Ocho con timonel ligero |